# ジョン・ラモッタ
ジョン・ラモッタ（John LaMotta、1939年1月8日 - ）は、アメリカ合衆国の俳優。代表作は『アルフ』。端役としては『ER緊急救命室』や『愉快なシーバー家』、『そりゃないぜ!? フレイジャー』などに出演した。
父に元プロボクサー のジョーイ・ラモッタ 、伯父に元プロボクサーで元世界ミドル級王者のジェイク・ラモッタをもつ。

## 出演作品

### 映画
- サムライ (映画) （1967年）
- バイオレンス・シティ 権力の炎（原題：A Place Called Today、1972年）
- Mean Johnny Barrows （1976年）
- 2076 Olympiad （1977年）
- 女刑事キャグニー&レイシー（テレビ映画、1981年）
- ニンジャII/修羅ノ章 （1983年）
- ワン・モア・チャンス (映画)（英語版） （主演、1983年） - ピート・バール 役
- ブレイクダンス2 ブーガルビートでT･K･O!（英語版） （1984年）
- ニンジャ (映画) （1984年）
- スティングレイ (1980年代のテレビドラマ)（英語版） （テレビ映画、1985年）
- アメリカン忍者 （1985年）
- シカゴ・コネクション/夢みて走れ（1986年）
- Perry Mason: The Case of the Lethal Lesson（1989年）
- ホワイ・ミー?（英語版） （1990年）
- ドラゴンチェイサー（英語版） （1992年）
- ジプシー (1993年の映画) （1993年）
- イタリアンズ 戦慄の血脈 （原題：Lookin' Italian、1994年）
- スカウト 涙の81球（英語版） （1994年）
- 不思議なペットショップ （1995年）
- Fatal Choice （1995年）
- Cagney & Lacey: Together Again（テレビ映画、1995年）
- ヴァンパイア・イン・ブルックリン（1995年） - リジー 役
- インモラル捜査官(エージェント) （原題：Motel Blue、1997年）
- ファイブ・エイセス（原題：Five Acres、1999年）

### テレビドラマ
- 弁護士ペリー・メイスン（1957年）
- 刑事バレッタ（英語版）  （シーズン3・4、1977年 - 1978年）
- 探偵ハード&マック（1983年）
- ヒルストリート・ブルース（シーズン3・4、1983年 - 1984年）
- パトカーアダム30（第4シーズン、1984年）
- ナイトライダー（シーズン3、1985年）
- 愉快なシーバー家（1985年 - 1992年）
- アルフ（1986年 - 1990年） - トレバー・オクモニック 役
- We're Talking Serious Money （1991年）
- フランク・シナトラ ザ・グレイテスト・ストーリー（英語版） （1992年）
- スーパーマン（シーズン1、1993年）
- たどりつけばアラスカ（シーズン5、1994年）
- ER緊急救命室（第1シーズン1 - 2話・4 - 6話、1994年）
- そりゃないぜ!? フレイジャー（シーズン2、1994年 - 1995年）
- キャロライン in N.Y.（シーズン4、1998年）
- In This Corner （2004年）